# Persone di nome Virginia
| Questa pagina contiene informazioni ricavate automaticamente dalle voci biografiche con l'ausilio del template Bio e di un bot. L'aggiornamento è periodico e automatico e ricostruisce completamente la pagina. Se manca una persona in questa lista, sei pregato di non aggiungerla, ma accertati piuttosto che la sua voce biografica contenga il template Bio e che i dati anagrafici siano correttamente compilati. Se il template Bio manca, inseriscilo tu stesso o, in alternativa, metti l'avviso {{tmp\|Bio}} che ne segnala la mancanza. Se i dati riportati sono sbagliati, correggi direttamente la voce biografica; le modifiche saranno visibili in questa lista entro pochi giorni. Per chiarimenti vedi il progetto antroponimi. La lista contiene solo le 147 persone che sono citate nell'enciclopedia e per le quali è stato implementato correttamente il template Bio. Pagina aggiornata al 6 ago 2025. |

Questa è una lista di persone presenti nell'enciclopedia che hanno il nome Virginia, suddivise per attività principale.

## Agenti segrete(1)
- Virginia Oldoini, agente segreta italiana (Firenze, n. 1837 - Parigi, † 1899)

## Anarchiche(1)
- Virginia Bolten, anarchica, giornalista e attivista argentina (San Luis, n. 1870 - Montevideo, † 1960)

## Annunciatrici televisive(1)
- Virginia Sanjust di Teulada, annunciatrice televisiva e conduttrice televisiva italiana (Roma, n. 1977)

## Arabiste(1)
- Virginia Vacca, arabista e islamista italiana (Roma, n. 1891 - Roma, † 1988)

## Astiste(1)
- Virginia Scardanzan, astista italiana (Preganziol, n. 1998)

## Astronome(1)
- Virginia Louise Trimble, astronoma statunitense (Los Angeles, n. 1943)

## Attiviste(2)
- Virginia Foster Durr, attivista statunitense (Birmingham, n. 1903 - Carlisle, † 1999)
- Virginia Minor, attivista statunitense (Contea di Caroline, n. 1824 - Saint Louis, † 1894)

## Attrici(45)
- Virginia Balistrieri, attrice italiana (Trapani, n. 1888 - Roma, † 1960)
- Virginia Belmont, attrice statunitense (Boston, n. 1921 - Hollywood, † 2014)
- Virginia True Boardman, attrice statunitense (Fort Davis, n. 1889 - Hollywood, † 1971)
- Virginia Bradford, attrice statunitense (Memphis, n. 1899 - † 1995)
- Virginia Brissac, attrice statunitense (San Jose, n. 1883 - Santa Fe, † 1979)
- Virginia Brown Faire, attrice statunitense (Brooklyn, n. 1904 - Laguna Beach, † 1980)
- Virginia Bruce, attrice statunitense (Minneapolis, n. 1910 - Woodland Hills, † 1982)
- Virginia Capers, attrice statunitense (Sumter, n. 1925 - Los Angeles, † 2004)
- Virginia Carroll, attrice statunitense (Los Angeles, n. 1913 - Santa Barbara, † 2009)
- Virginia Cherrill, attrice cinematografica statunitense (Chartage, n. 1908 - Santa Barbara, † 1996)
- Virginia Christine, attrice statunitense (Stanton, n. 1920 - Brentwood, † 1996)
- Virginia Lee Corbin, attrice statunitense (Prescott, n. 1910 - Winfield, † 1942)
- Virginia Dale, attrice e ballerina statunitense (Charlotte, n. 1917 - Burbank, † 1994)
- Geena Davis, attrice, attivista e ex modella statunitense (Wareham, n. 1956)
- Virginia Davis, attrice statunitense (Kansas City, n. 1918 - Corona, † 2009)
- Virginia Field, attrice britannica (Londra, n. 1917 - Palm Desert, † 1992)
- Virginia Fox, attrice statunitense (Wheeling, n. 1902 - Palm Springs, † 1982)
- Virginia Gardner, attrice e modella statunitense (Sacramento, n. 1995)
- Virginia Gibson, attrice statunitense (Saint Louis, n. 1925 - Newtown, † 2013)
- Virginia Gilmore, attrice statunitense (El Monte, n. 1919 - Santa Barbara, † 1986)
- Lorna Gray, attrice statunitense (Grand Rapids, n. 1917 - Sherman Oaks, † 2017)
- Virginia Gregg, attrice statunitense (Harrisburg, n. 1916 - Los Angeles, † 1986)
- Virginia Grey, attrice statunitense (Los Angeles, n. 1917 - Woodland Hills, † 2004)
- Virginia Hey, attrice e ex modella australiana (Sydney, n. 1952)
- Virginia Huston, attrice statunitense (Wisner, n. 1925 - Santa Monica, † 1981)
- Virginia Kirtley, attrice e sceneggiatrice statunitense (Bowling Green, n. 1888 - Sherman Oaks, † 1956)
- Virginia Kull, attrice statunitense (Dallas, n. 1981)
- Virginia Leith, attrice statunitense (Cleveland, n. 1925 - Palm Springs, † 2019)
- Fay Compton, attrice inglese (Londra, n. 1894 - Londra, † 1978)
- Virginia Madsen, attrice statunitense (Chicago, n. 1961)
- Virginia Maples, attrice e ballerina statunitense (Los Angeles, n. 1921 - Naples, † 2010)
- Virginia Marini, attrice italiana (Alessandria, n. 1844 - Roma, † 1918)
- Virginia Martin, attrice statunitense (Chattanooga, n. 1927 - Chattanooga, † 2009)
- Virginia Maskell, attrice britannica (Londra, n. 1936 - Aylesbury, † 1968)
- Virginia Mayo, attrice e ballerina statunitense (Saint Louis, n. 1920 - Los Angeles, † 2005)
- Virginia McKenna, attrice britannica (Marylebone, n. 1931)
- Virginia O'Brien, attrice e cantante statunitense (Los Angeles, n. 1919 - Woodland Hills, † 2001)
- Virginia Pearson, attrice statunitense (Anchorage, n. 1886 - Hollywood, † 1958)
- Virginia Ramponi Andreini detta Florinda, attrice e cantante italiana (Genova, n. 1583 - Mantova)
- Gena Rowlands, attrice statunitense (Madison, n. 1930 - Indian Wells, † 2024)
- Virginia Sandifur, attrice statunitense (n. 1949)
- Virginia Valli, attrice statunitense (Chicago, n. 1896 - Palm Springs, † 1968)
- Virginia Vestoff, attrice statunitense (New York, n. 1939 - New York, † 1982)
- Virginia Weidler, attrice statunitense (Los Angeles, n. 1927 - Los Angeles, † 1968)
- Virginia Williams, attrice statunitense (Memphis, n. 1978)

## Attrici teatrali(1)
- Virginia Reiter, attrice teatrale italiana (Modena, n. 1862 - Modena, † 1937)

## Avvocate(2)
- Virginia Beatrice Smith, avvocato, economista e educatrice statunitense (Seattle, n. 1923 - Alamo, † 2010)
- Ginni Thomas, avvocato statunitense (Omaha, n. 1957)

## Bibliotecarie(1)
- Virginia Carini Dainotti, bibliotecaria italiana (Torino, n. 1911 - Roma, † 2003)

## Calciatrici(4)
- Virginia Di Giammarino, calciatrice italiana (n. 1999)
- Virginia Kirchberger, calciatrice austriaca (Vienna, n. 1993)
- Virginia Riva, calciatrice italiana (n. 1992)
- Virginia Torrecilla, ex calciatrice spagnola (Son Servera, n. 1994)

## Cantanti(2)
- Virginia Da Brescia, cantante e attrice italiana (Taranto, n. 1936 - Napoli, † 2017)
- Viola Valentino, cantante, attrice e ex modella italiana (Canzo, n. 1949)

## Cantanti liriche(1)
- Virginia Damerini, cantante lirica italiana

## Cantautrici(2)
- Virginia Astley, cantautrice e compositrice britannica (Garston, n. 1959)
- Ginny Blackmore, cantautrice neozelandese (Auckland, n. 1986)

## Cestiste(5)
- Virginia Galbiati, ex cestista italiana (Milano, n. 1992)
- Virginia Pérez, ex cestista cubana (n. 1957)
- Virginia Popa, ex cestista rumena (Mediaș, n. 1962)
- Virginia Quaresima, ex cestista italiana (Roma, n. 1987)
- Penny Toler, ex cestista, allenatrice di pallacanestro e dirigente sportiva statunitense (Washington, n. 1966)

## Chimiche(1)
- Virginia Heinlein, chimica, biochimica e ingegnere aeronautico statunitense (Brooklyn, n. 1916 - Florida, † 2003)

## Comiche(1)
- Virginia Raffaele, comica, imitatrice e attrice italiana (Roma, n. 1980)

## Danzatrici(1)
- Virginia Zucchi, ballerina italiana (Cortemaggiore, n. 1849 - Nizza, † 1930)

## Danzatrici su ghiaccio(1)
- Virginia Thompson, ex danzatrice su ghiaccio canadese

## Dirigenti d'azienda(1)
- Virginia Halas McCaskey, dirigente d'azienda statunitense (Chicago, n. 1923 - Chicago, † 2025)

## Doppiatrici(1)
- Virginia Brunetti, doppiatrice italiana (Roma, n. 1990)

## Fantine(1)
- Virginia Tacci, fantina italiana

## Fondiste(1)
- Virginia De Martin Topranin, ex fondista italiana (San Candido, n. 1987)

## Ginnaste(1)
- Virginia Giorgi, ginnasta italiana (Pavia, n. 1914 - Pavia, † 1991)

## Imprenditrici(1)
- Ginni Rometty, imprenditrice statunitense (Chicago, n. 1957)

## Infermiere(1)
- Virginia Henderson, infermiera, insegnante e scrittrice statunitense (Kansas City, n. 1897 - Branford, † 1996)

## Mafiose(1)
- Virginia Hill, mafiosa statunitense (Lipscomb, n. 1916 - Koppl, † 1966)

## Medici(1)
- Virginia Angiola Borrino, medico e pediatra italiana (Cossato, n. 1880 - Torino, † 1965)

## Mezzosoprani(1)
- Virginia Guerrini, mezzosoprano italiano (Brescia, n. 1871 - Brescia, † 1948)

## Militari(1)
- Virginia Hall, militare statunitense (Baltimora, n. 1906 - Rockville, † 1982)

## Modelle(2)
- Virginia Rappe, modella e attrice statunitense (Chicago, n. 1891 - San Francisco, † 1921)
- Virginia Stablum, modella italiana (Trento, n. 1998)

## Nobili(4)
- Virginia Bourbon del Monte, nobile, socialite e mecenate italiana (Roma, n. 1899 - Pisa, † 1945)
- Ira von Fürstenberg, nobile, attrice e designer italiana (Roma, n. 1940 - Roma, † 2024)
- Virginia Eriksdotter, nobile svedese (Kalmar, n. 1559 - Odensjö, † 1633)
- Virginia de' Medici, nobile italiana (Firenze, n. 1568 - Modena, † 1615)

## Nuotatrici(2)
- Virginia Duenkel, ex nuotatrice statunitense (Orange, n. 1947)
- Virginia Grant, nuotatrice canadese (Toronto, n. 1937 - † 2017)

## Pallavoliste(1)
- Virginia Berasi, ex pallavolista italiana (Tione di Trento, n. 1994)

## Partigiane(1)
- Virginia Tonelli, partigiana italiana (Castelnovo del Friuli, n. 1903 - Trieste, † 1944)

## Pattinatrici artistiche su ghiaccio(1)
- Virginia Baxter, pattinatrice artistica su ghiaccio statunitense (Detroit, n. 1932 - † 2014)

## Pediatre(1)
- Virginia Apgar, pediatra statunitense (Westfield, n. 1909 - New York, † 1974)

## Pianiste(1)
- Virginia Mariani Campolieti, pianista e compositrice italiana (Genova, n. 1869 - Milano, † 1941)

## Pittrici(1)
- Virginia Vezzi, pittrice italiana (Velletri, n. 1601 - Parigi, † 1638)

## Poetesse(1)
- Virginia d'Errico, poetessa e scrittrice italiana (Napoli, n. 1820 - Potenza, † 1847)

## Politiche(7)
- Virginia Bottomley, politica britannica (Dunoon, n. 1948)
- Ginny Brown-Waite, politica statunitense (Albany, n. 1943)
- Virginia Foxx, politica statunitense (New York, n. 1943)
- Virginia La Mura, politica italiana (Pompei, n. 1966)
- Virginia Raggi, politica italiana (Roma, n. 1978)
- Virginia Smith, politica statunitense (Randolph, n. 1911 - Sun City West, † 2006)
- Virginia Villani, politica italiana (Angri, n. 1958)

## Produttrici cinematografiche(1)
- Jincey Lumpkin, produttrice cinematografica statunitense (Carrollton, n. 1979)

## Psicoterapeute(1)
- Virginia Satir, psicoterapeuta statunitense (Neillsville, n. 1916 - † 1988)

## Religiose(3)
- Virginia Centurione Bracelli, religiosa italiana (Genova, n. 1587 - Genova, † 1651)
- Virginia Benedetta Chierichetti, religiosa italiana (Mogliano, n. 1643 - Mogliano, † 1718)
- Virginia Galilei, religiosa italiana (Padova, n. 1600 - Arcetri, † 1634)

## Sante(1)
- Virginia del Poitou, santa francese

## Scenografe(1)
- Virginia Vianello, scenografa italiana (Taranto, n. 1955)

## Sciatrici alpine(1)
- Virginia Birimisa, ex sciatrice alpina statunitense (n. 1945)

## Scrittrici(10)
- Virginia Euwer Wolff, scrittrice statunitense (Portland, n. 1937)
- Virginia Feito, scrittrice spagnola (Madrid, n. 1988)
- Virginia Galante Garrone, scrittrice italiana (Vercelli, n. 1906 - Torino, † 1998)
- Virginia Hamilton, scrittrice statunitense (Yellow Springs, n. 1936 - Dayton, † 2002)
- Minnie Minoprio, scrittrice, attrice e cantante britannica (Ware, n. 1942)
- Virginia Nicholson, scrittrice britannica (Newcastle upon Tyne, n. 1955)
- Virginia Olper Monis, scrittrice italiana (Venezia, n. 1856 - Venezia, † 1919)
- Virginia Tedeschi-Treves, scrittrice e giornalista italiana (Verona, n. 1849 - Milano, † 1916)
- Virginia Vallejo, scrittrice colombiana (Cartago, n. 1949)
- Virginia de Winter, scrittrice italiana (n. 1982)

## Sessuologhe(1)
- Virginia E. Johnson, sessuologa statunitense (Springfield, n. 1925 - Saint Louis, † 2013)

## Siepiste(1)
- Virginia Nyambura, siepista keniota (n. 1993)

## Soprani(5)
- Virginia Boccabadati, soprano italiano (Modena, n. 1828 - Torino, † 1922)
- Virginia Ferni Germano, soprano italiano (Torino, n. 1849 - Torino, † 1934)
- Virginia Talarico, soprano italiano (Napoli, n. 1871 - Los Angeles, † 1953)
- Virginia Zeani, soprano rumeno (Solovăstru, n. 1925 - West Palm Beach, † 2023)
- Virginia de Blasis, soprano italiana (Marsiglia, n. 1807 - Firenze, † 1838)

## Supercentenarie(1)
- Virginia Dighero, supercentenaria italiana (Lavagna, n. 1891 - Lavagna, † 2005)

## Tenniste(3)
- Virginia MacVeagh, tennista britannica (n. 1887 - Santa Barbara, † 1973)
- Virginia Ruano Pascual, ex tennista spagnola (Madrid, n. 1973)
- Virginia Ruzici, ex tennista rumena (Câmpia Turzii, n. 1955)

## Tiratrici a segno(1)
- Virginia Thrasher, tiratrice a segno statunitense (Springfield, n. 1997)

## Velociste(1)
- Virginia Troiani, velocista italiana (Milano, n. 1996)

## Senza attività specificata(8)
- Virginia Andreescu Haret, architetta rumena (Bucarest, n. 1894 - Bucarest, † 1962)
- Virginia Eliza Clemm, statunitense (Baltimora, n. 1822 - Fordham, † 1847)
- Virginia Dare, inglese (Roanoke, n. 1587)
- Virginia Montalcini, italiana (Torino, n. 1920 - Auschwitz, † 1944)
- Virginia Norwood, ingegnere aerospaziale e fisica statunitense (New York, n. 1927 - Topanga, † 2023)
- Virginia, romana (Roma)
- Virginia, romana
- Virginia della Rovere, italiana (Urbino, n. 1544 - Napoli, † 1571)